# Breguet Br 1150 Atlantic
Il Breguet Br.1150 Atlantic è un aereo da pattugliamento marittimo a lungo raggio prodotto dall'azienda francese Breguet Aviation a partire dagli anni '60.
È stato utilizzato dalle marine di diversi paesi europei come aereo da ricognizione e per la lotta antisommergibile, essendo in grado di trasportare siluri e sonoboe. Durante gli anni ottanta ne è stata prodotta una versione aggiornata denominata Atlantique 2 ed entrata in servizio nella marina francese.

## Storia

### Sviluppo
Nel 1958, la NATO emise una specifica per un pattugliatore navale a lungo raggio per sostituire il Lockheed P2V Neptune. Il progetto Br 1150 della Société anonyme des ateliers d'aviation Louis Breguet fu scelto come vincitore alla fine dell'anno e la società francese fu nominata capocommessa. Inizialmente si dimostrarono interessati svariati paesi dell'Alleanza Atlantica, ma tra questi, manifestarono maggior interesse al progetto principalmente quattro nazioni: la Francia, i Paesi Bassi, la Germania Ovest e il Belgio. Il Canada e il Regno Unito rimasero come osservatori nel comitato NATO, rimandando il loro impegno finanziario a un'altra data. Il Canada che aveva appena ricevuto il Canadair CL-28 Argus si ritirò dal programma, mentre i britannici erano interessati alla fornitura del motore a turboelica Tyne, prodotto dalla Rolls-Royce e rimasero legati al programma, pur senza avere interesse ad acquisire velivoli.
Il 2 ottobre 1961 venne quindi creato il consorzio multinazionale Société d'Étude et de Construction de Breguet Atlantic (SECBAT) per lo sviluppo e la produzione di serie dell'Atlantic. Si avviò quindi uno dei primi esempi di collaborazione tra ditte del settore difesa europee e alla Breguet si unirono la Dornier, incaricata di produrre la parte inferiore dell'aeromobile, la olandese Fokker, cui vennero assegnate le parti interne delle ali, la francese Sud Aviation (oggi Aérospatiale), produttrice delle estremità alari, le aziende Snecma (francese), MTU Aero Engines (tedesca), Rolls-Royce (inglese) e FN (belga), incaricate dei motori, la Ratier (francese), produttrice delle eliche e la inglese Hispano Suiza, responsabile dei carrelli di atterraggio. L'assemblaggio finale e le prove di volo vennero svolte allo stabilimento Breguet di Tolosa.
Vennero realizzati 4 prototipi e il primo volò per la prima volta il 21 ottobre 1961, mentre il secondo effettuò il primo volo il successivo 25 febbraio 1962, salvo poi rimanere distrutto senza conseguenze per l'equipaggio il 19 aprile durante un volo sull'aeroporto di Parigi-Le Bourget. Seguirono altri due esemplari di pre-produzione, dotati di fusoliera più lunga e ali rinforzate, che volarono la prima volta rispettivamente nel febbraio del 1963 e nel settembre del 1964.
L'ordine iniziale fu emesso il 6 giugno 1963 e consisteva in 20 aerei per la Francia e 20 per la allora Germania Ovest. La Francia in seguito portò il suo ordinativo a 40 velivoli in totale. Con la firma dell'ordine e la definizione delle attività, la Gran Bretagna e gli Stati Uniti si ritirarono dal programma. I primi due aerei di serie furono consegnati con il numero 1 alla Francia e il numero 2 alla Germania, lo stesso giorno, il 10 dicembre 1965 presso la Base aeronavale di Nîmes-Garons. Per i primi quaranta aerei, la Francia ricevette i numeri di serie dispari e la Germania i pari. L'ultimo dei primi 60 esemplari fu consegnato nel 1968, anno in cui la Koninklijke Marine olandese decise di acquisirne a sua volta nove. La marina francese vendette quattro dei suoi Atlantic, mentre per gli altri cinque sarebbe stato necessario avviare nuovamente la produzione. Il 25 ottobre 1968, anche la Marina Militare italiana decise di dotarsi dell'Atlantic e l'Italia entrò nel consorzio di produzione con le ditte Aeritalia e Alfa Romeo, firmando nel contempo un ordine per 18 aerei. Le attività sui nuovi velivoli dovettero però attendere il completamento di un esteso piano di riparazioni degli aerei esistenti. All'inizio degli anni settanta, infatti, la maggior parte degli Atlantic prodotti nel primo lotto erano stati messi a terra per problemi di corrosione. Le revisioni su tutta la flotta terminarono nel 1972 e la nuova produzione venne riavviata nel gennaio dello stesso anno per 18 esemplari italiani più 9 per l'esigenza olandese, con 4 dei nuovi velivoli destinati a rimpiazzare quelli ceduti dalla Francia.
Gli aerei di questo secondo lotto furono consegnati tra il 1972 e il 1974. Successivamente, nel 1976 la Francia vendette 3 aerei alla marina militare del Pakistan. Gli Stati Uniti d'America, che avevano inizialmente partecipato allo sviluppo dell'Atlantic, abbandonarono il progetto per concentrarsi unicamente sullo sviluppo del Lockheed P-3 Orion, ritenuto più rispondente ai propri requisiti di pattugliamento marittimo a lungo raggio con i suoi oltre 10000 km di autonomia. Iniziò quindi una concorrenza tra i due progetti.

### L'Atlantique 2
Negli anni settanta, vennero realizzati 2 prototipi dell'Atlantique 2 (in francese: atlantico) a partire da 2 Atlantic della prima serie (n.42 e n.69) ed effettuarono il primo volo a Tolosa l'8 maggio 1981.
Nel 1982 Ministero della Difesa francese annunciò il lancio della produzione dell'Atlantique 2 e nel 1984 vi fu un ordine per 28 aerei.
La cellula dell'Atlantique 2 è prodotta dal consorzio europeo SECBAT (Dornier e MBB per la Germania Ovest, Dassault e Aérospatiale per la Francia, Aeritalia per l'Italia e SABCA-SONACA per il Belgio). I motori turboelica Rolls-Royce Tyne sono realizzati in collaborazione con la Gran Bretagna (Rolls-Royce), Francia (Snecma) e Belgio (FN). Il primo velivolo di produzione è stato consegnato alla Marine nationale nell'ottobre 1989.

### Tecnica
La costruzione è interamente metallica, con biturbopropulsore ad eliche trattive, fusoliera bilobare, un'ala mediana di tipo Cantilever, un impennaggio monoderiva e un carrello di atterraggio triciclo con doppie ruote.
Il velivolo è dotato di MAD, un rilevatore di anomalie magnetiche originate dai metalli ferrosi posto nell'allungamento dietro la coda, di boe radioacustiche attive e passive, siluri antisommergibile e dispositivi di segnalazione per un totale di 3500 kg di carico. Il Br 1150 inoltre è dotato di canotto aviolanciabile per il soccorso in mare.

## Impiego operativo

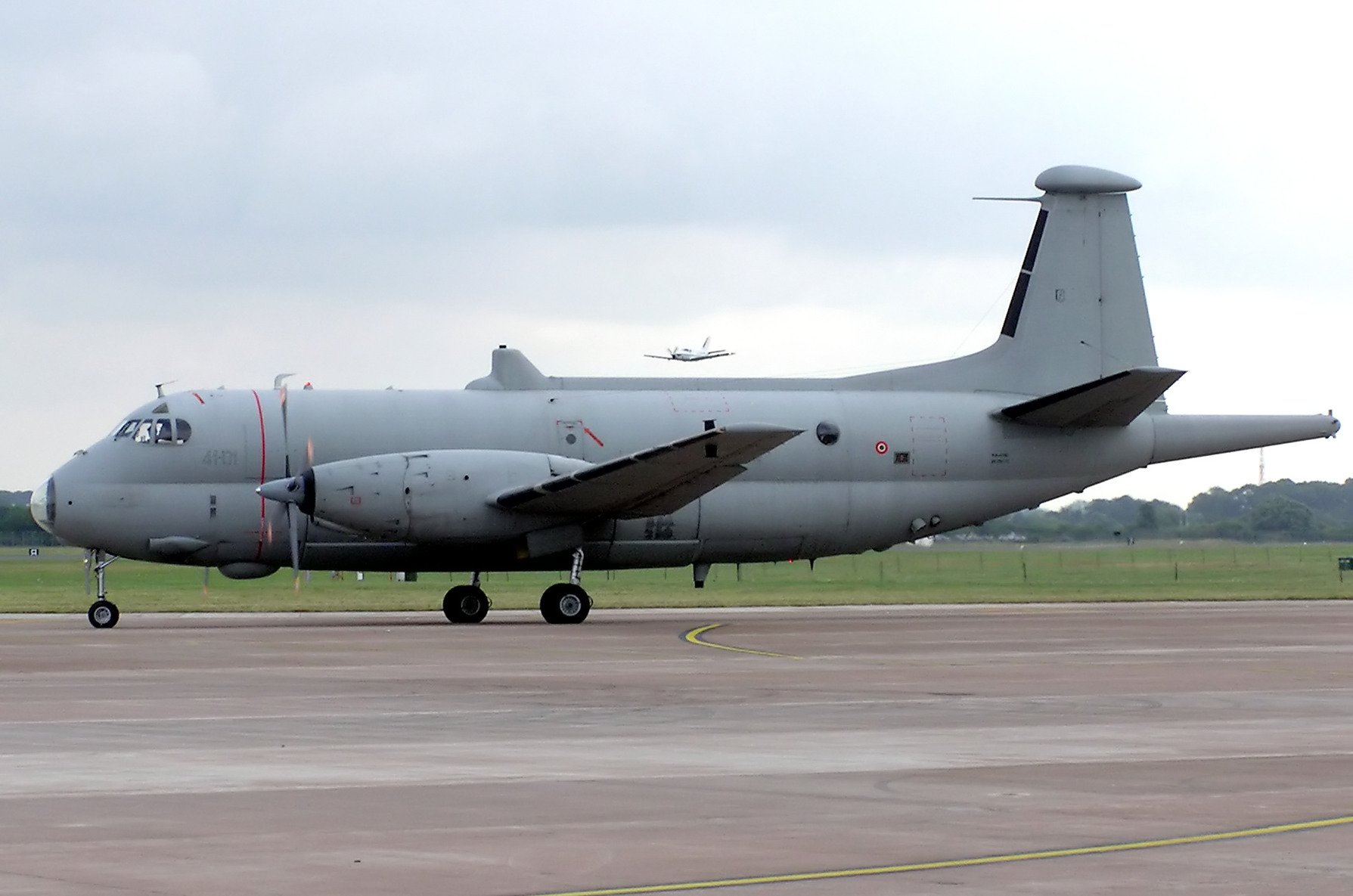
Un Atlantic dell'Aeronautica Militare in rullaggio a Fairford.

L'Atlantic è destinato principalmente alla scoperta, al tracciamento e alla distruzione dei sottomarini e secondariamente alla ricognizione marittima in generale. Il Breguet Br 1150 Atlantic svolge dunque principalmente quattro tipo di missione:
- Ricerca e salvataggio: trasporto di mezzi di soccorso (catene SAR) nel vano bombe e loro sgancio tramite installazioni d'armamento.
- Sorveglianza e attacco: mantenimento del contatto a distanza di sicurezza di un obiettivo di superficie e attacco con missili aria/suolo.
- Posa di mine: trasporto di mine nel vano bombe e loro posa tramite le installazioni di armamento.
- Trasporto: oltre l'equipaggio normale (13 persone) e allo scopo di assicurare la sua elevata autonomia, l'aereo è in grado di trasportare 11 persone in cabina pressurizzata ed i ricambi essenziali o materiali di servizio nel vano bombe.

Il velivolo è stato impiegato da alcuni paesi NATO. Francia, Germania, Paesi Bassi e Italia. Altro operatore, non facente parte della NATO, è il Pakistan.

### Italia

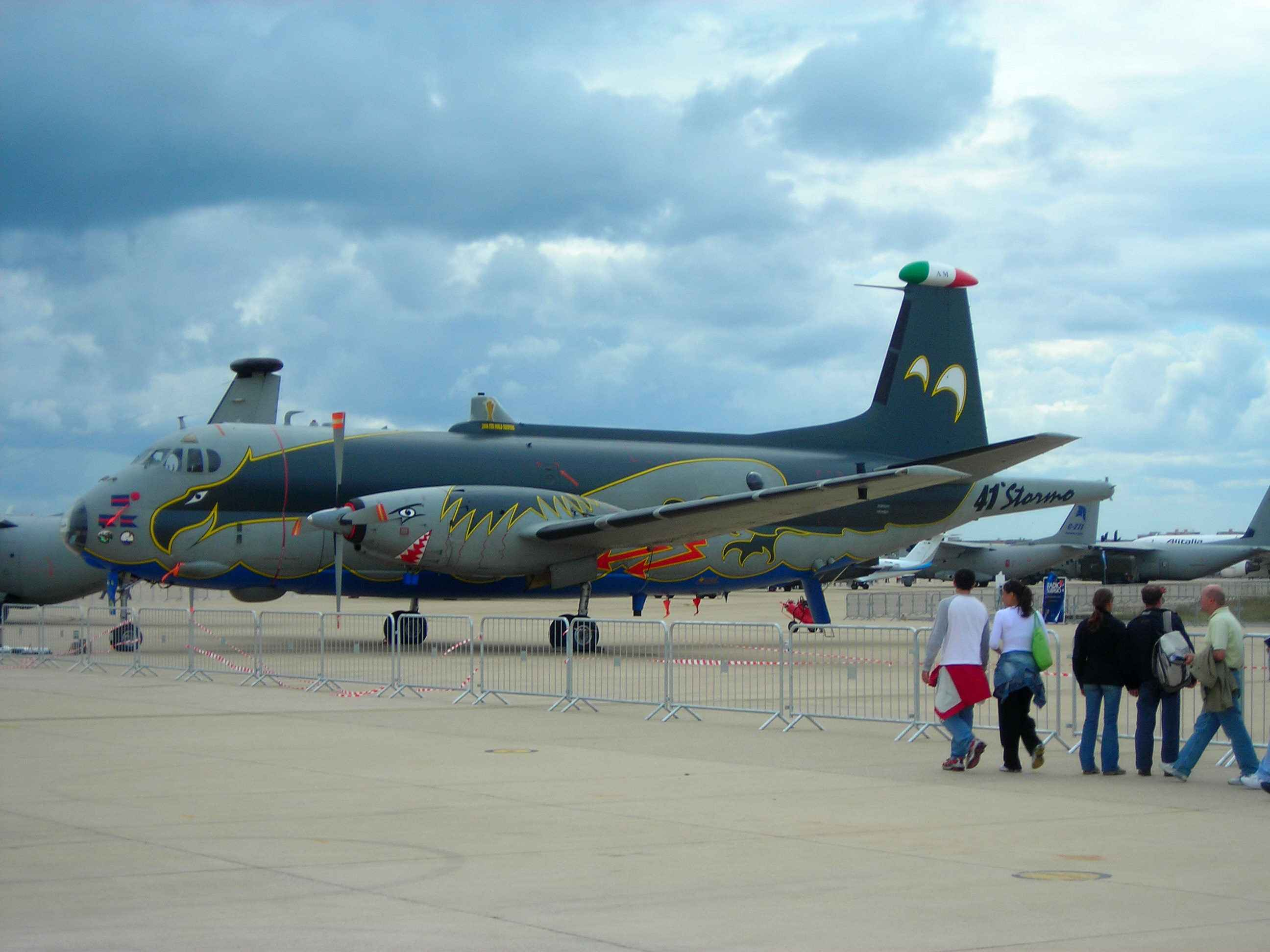
La speciale livrea di un Atlantic 1 del 41º Stormo dell'Aeronautica Militare durante la Giornata Azzurra 2006.

L'Aeronautica Militare ne ha acquistati 18, tutti radiati entro il 2017. In passato esisteva un'ulteriore base operativa in Sardegna, sull'Aeroporto di Cagliari-Elmas, dove venne ricostituito il 1º gennaio 1973 il 30º Stormo. Il reparto è stato sciolto il 31 luglio 2002 e i velivoli concentrati in Sicilia.
Gli Atlantic italiani operavano con equipaggio misto, con piloti provenienti dell'Aeronautica Militare e dalla Marina Militare, tecnici di volo dell'Aeronautica e operatori di sistemi acustici provenienti dalla Marina; la strana formula è causata da una legge del 1931 che aveva assegnato all'allora Regia Aeronautica la gestione di tutti i velivoli ad ala fissa italiani e il divieto di possederne per la Regia Marina era rimasto valido anche nell'ordinamento delle forze armate repubblicane.. La legge è stata abrogata il 26 gennaio 1989 e solo dopo quella data la Marina fu autorizzata a dotarsi di velivoli ad ala fissa.
In Italia l'Atlantic è stato dapprima affiancato e poi sostituito da quattro ATR 72MP. Gli ultimi esemplari sono stati radiati il 21 settembre 2017.

### Germania

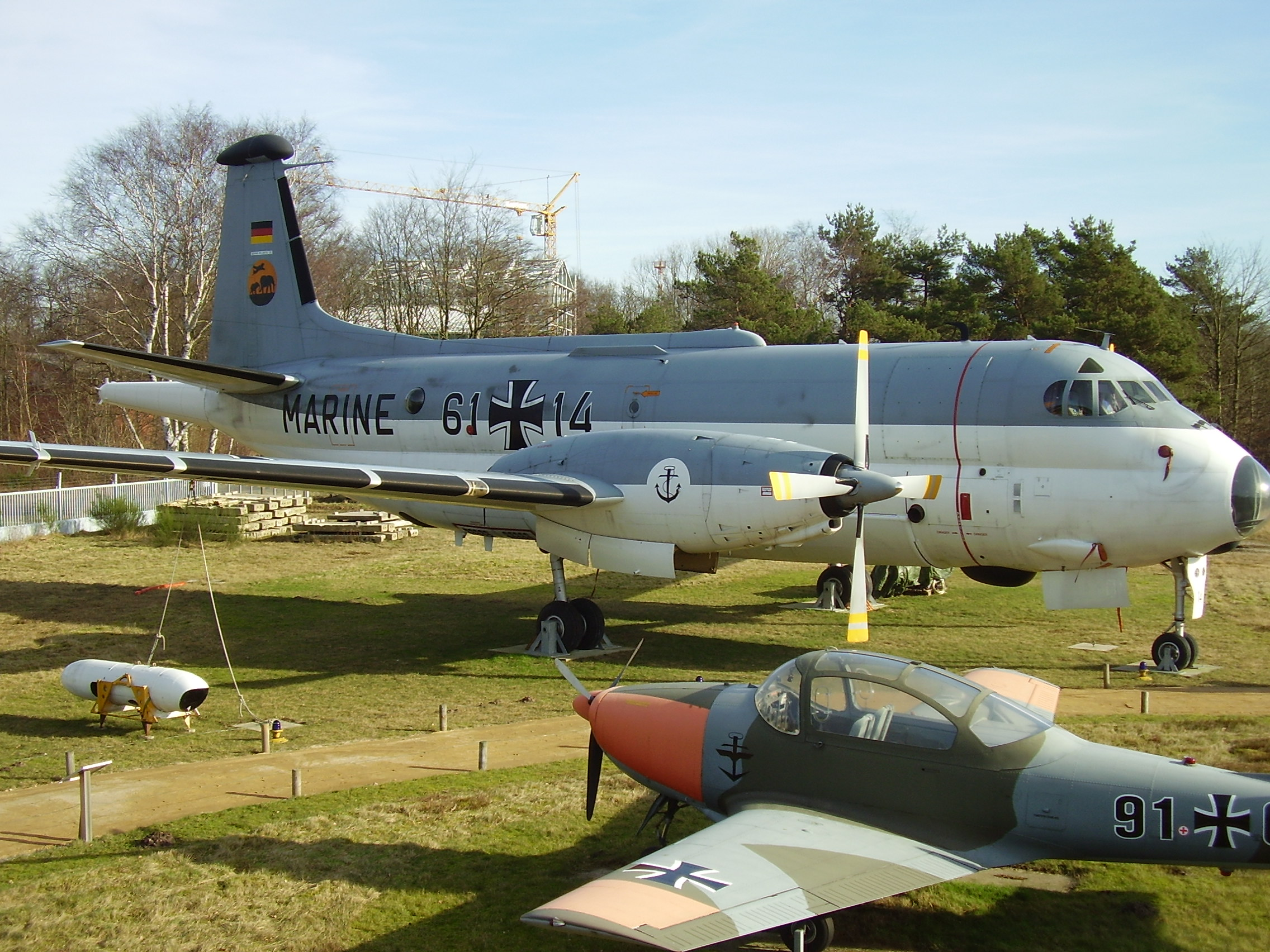
Atlantic tedesco in esposizione al museo dell'aviazione della marina militare tedesca Aeronauticum di Nordholz.

La Bundesmarine acquisì 20 Atlantic con i quali equipaggiò il Marinefliegergeschwader-3 (MFG-3) di base presso la Nordholz Naval Air Station a partire dal 1966. Cinque di questi velivoli furono convertiti in aerei SIGINT tra il 1969 e il 1970. Lo stormo, intitolato a Zeppelin, iniziò a rimpiazzare gli aerei Breguet con 8 Lockheed P-3C CUP Orion ex Paesi Bassi a partire dal 2006, lasciandone solo due in versione SIGINT operativi fino al 2010. L'ultimo volo e tutta la linea Atlantic tedesca sono stati celebrati con una cerimonia a Nordholz il 18 giugno 2010.

## Incidenti

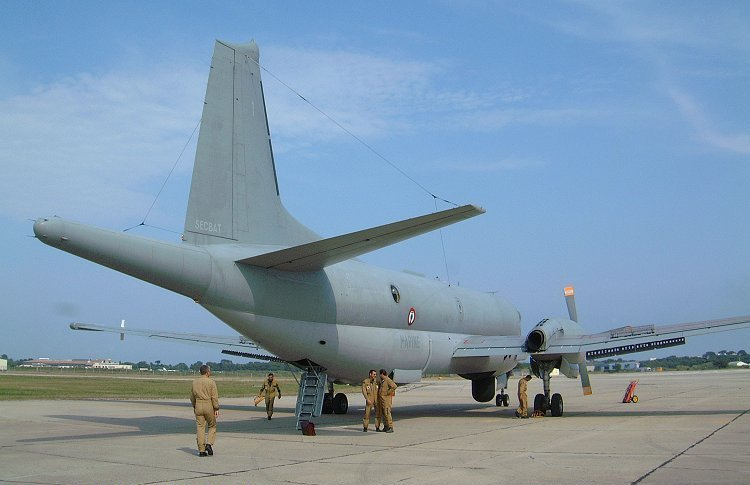
Br 1150 Atlantic 2 della Marina francese. Notare il MAD posto nell'allungamento della coda.

Degli esemplari complessivamente prodotti, 10 sono andati persi; 9 Atlantic sono precipitati per incidenti, tra i quali:
- Cinque francesi (dei quali uno dell'Aviation navale ed un altro civile durante manifestazioni aeree),
- Tre olandesi: uno dei quali ammarato il 19 agosto 1973 in seguito al blocco del timone di profondità dovuto ad un errore di manutenzione. Uno ammarato il 14 settembre 1978 in seguito all'esplosione del motore destro con perdita della cappotta motore inferiore e aumento della resistenza. Un altro aereo ammarato il 15 gennaio 1981 in seguito al blocco del timone di profondità dovuto ad errore di manutenzione. Nell'incidente vi furono tre vittime a causa del freddo intenso. Il pilota di quest'ultimo ammaraggio fu lo stesso del primo ammaraggio, il capitano di fregata Gooszen.
- Un tedesco il giorno 3 maggio 1985 nei pressi di Nordholz causa atterraggio forzato.
- Un velivolo della marina pakistana è stato abbattuto il 10 agosto 1999 nei pressi di Rann di Kutch da due Mikoyan-Gurevich MiG-21 indiani per aver sconfinato nello spazio aereo indiano. Nell'occasione morirono tutti i 16 membri di equipaggio a bordo (vedi anche: Incidente dell'Atlantic).

## Versioni
Per aggiornare l'Atlantic, nato come macchina multinazionale a guida francese, è stato sviluppato l'Atlantique 2, vera e propria revisione generale del progetto originario e prodotta per la Marine nationale. Un ulteriore sviluppo è dato dall'Atlantique 3, con prestazioni ulteriormente aggiornate.
- Br 1150 Atlantic abbreviato ATL1: prodotto in 87 esemplari (di cui 4 prototipi)
- Atlantique 2 abbreviato ATL2: prodotto in 28 esemplari (è una versione profondamente aggiornata dell'Atlantic)
- Atlantique 3 abbreviato ATL3: progetto/prototipo per una nuova versione aggiornata e migliorata[17]

## Utilizzatori
Francia
- Marine nationale/Aéronautique navale (40 ATL1 e 28 ATL2)

gli esemplari originali sono stati ritirati nel 1996. Dei 22 aerei in servizio all'ottobre 2019, 18 saranno aggiornati al nuovo "Standard 6" che doterà il velivolo di un nuovo sistema di combattimento e gli permetterà di rimanere in servizio fino al 2030. La società dovrebbe consegnare sette ATL2 rinnovati nel periodo 2019-2023. Parallelamente, il centro di manutenzione aeronautica SIAé aggiornerà 11 velivoli.
Flottille 21F sulla BAN Nîmes-Garons dal 1965 ad 1993 (ATL1) e dal 1993 ad oggi (ATL2)
Flottille 24F sulla BAN Lann Bihoué dal 1967 ad 1992 (ATL1) e dal 1992 al 1998 (ATL2)
Flottille 23F sulla BAN Lann Bihoué dal 1972 ad 1991 (ATL1) e dal 1992 ad oggi (ATL2)
 Germania
- Deutsche Marine/Marineflieger (20 ATL1)

Nel 2005 rimpiazzò tutte le versioni ASW con i Lockheed P-3 Orion ex Paesi Bassi, mentre la restante versione SIGINT verrà sostituita dagli EuroHawk.
 Italia
- Aeronautica Militare a partire dal 1972 ha operato presso le basi aeree del 30º Stormo di Elmas e 41º Stormo di Sigonella con equipaggio misto della Marina Militare (18 ATL1)

 Paesi Bassi
- Koninklijke Marine/Marine Luchtvaartdienst (9 ATL1)

sostituito dal Lockheed P-3 Orion.
 Pakistan
- Pakistan Navy/Pakistan Naval Aviation (3 ATL1 dalla Francia)

## Il successore in Italia
Nel 2007, con la pubblicazione di un documento intitolato "La trasformazione", lo Stato Maggiore ha messo nero su bianco le linee guida per il futuro della forza armata e del 41º Stormo di Sigonella. Tale processo, inaugurato dai quattro ATR 72 MP come piattaforma di transizione, proseguirà come previsto con l'acquisizione di una piattaforma SIGINT, e, in prospettiva “l'acquisizione futura di velivoli AEW e MMA”. Questo progetto, che sulla carta si mostra come adatto in tutto e per tutto alle esigenze della difesa nazionale, è però di difficile realizzazione a causa degli alti costi connessi ad ognuna di queste componenti. Così lo Stato Maggiore ha optato per lo scaglionamento in più esercizi finanziari dei programmi più urgenti rinviando a data da destinarsi quelli relativi ai velivoli AEW ed MMA. Il primo passo verso questa nuova realtà è stato compiuto il 22 dicembre 2008, allorquando, dopo circa dieci anni di
attesa, la Direzione Generale Armamenti Aeronautici del Ministero della Difesa, ARMAEREO, ha finalmente individuato nell'ATR 72 MP il successore dell'Atlantic. Il processo di individuazione di un possibile sostituto per gli Atlantic ha avuto inizio già all'indomani dell'avvio del Mid Life Update del velivolo. Ma è con l'ultimo decennio dello scorso millennio che i tentativi si fanno più circostanziati prevedendo la formazione di un consorzio europeo da realizzarsi sul modello di quello creato alcuni anni prima per l'F2000. Tuttavia, sul finire del decennio, nonostante le contemporanee necessità di Francia e Gran Bretagna, solo l'Italia e la Germania rimasero unite dando vita ad un team specifico per la ricerca di un futuro pattugliatore che potesse sostituire i Br.1150 di entrambi i paesi. Nasceva così “il Common European Staff Requirement” stando al quale si sarebbe dovuto procedere alla selezione di una macchina basata sulla cellula di un velivolo allora in produzione. Questa frammentazione portò conseguentemente al varo di tre programmi paralleli dei quali: quello inglese, basato su una nuova versione del Nimrod, chiamata MRA.4, è ancora oggi in corso di sperimentazione a causa di numerosi problemi nello sviluppo; quello francese, vertente su un Atlantique 2 migliorato, è rimasto allo standard di prototipo; e quello italo-tedesco non è andato molto oltre la comunanza d'intenti. In particolare, per quanto concerne quest'ultimo programma, Alenia e EADS Germania, già DASA, fondarono nell'autunno del 1999 una joint venture, chiamata Europatrol, allo scopo
di preparare un documento di oltre ottocento pagine che indicasse in concreto le specifiche tecniche del nuovo velivolo
da pattugliamento marittimo. Il progetto, a cui si unì come osservatore anche la Francia, prevedeva inizialmente la scelta del nuovo pattugliatore nel 2002 con la successiva consegna dei primi due aerei nel 2007 e nel 2008. Il requisito operativo, per il quale sarebbe stata selezionata una cellula già sviluppata e disponibile, comprendeva allora una dozzina di macchine per la Germania e quattordici per l'Italia. L'ATR 72 MP è quindi il pattugliatore marittimo ordinato dall'Italia per sostituire gli obsoleti Breguet Atlantic (soluzione che sembra sempre più definitiva rispetto ad una scelta ad interim), ed è stato sviluppato da Alenia Aermacchi integrando sulla piattaforma dell'ATR 72-600 il sistema di missione ATOS di Selex Galileo, attuale Leonardo. Può svolgere ruoli di pattugliamento, soccorso, protezione di mari e coste da rischi per la sicurezza e l'ambiente, a costi operativi estremamente contenuti e - grazie alla fusoliera allungata - con il vantaggio di una maggiore autonomia e di una maggiore capienza rispetto all'ATR 42 MP. Può inoltre effettuare missioni di trasporto di personale, paracadutisti, merci, evacuazione sanitaria e umanitaria e, con opportune predisposizioni, essere riconfigurato con specifici sistemi aggiuntivi per il ruolo antisommergibili.